# 第31回国民体育大会
第31回国民体育大会（だい31かいこくみんたいいくたいかい）は、1976年に開催された国民体育大会である。冬季スキー大会のテーマは「立山に美と力と友情と」。夏季・秋季大会のテーマは「若楠国体」、スローガンは「さわやかに　すこやかに　おおらかに」。

## オイルショックによる影響
オイルショックによる経済減速をうけ、財政悪化した佐賀県から参加人員4,000人減とする案が、体協および各競技団体に示された。これに対し開催権取り上げといった意見も出たが、最終的に秋季大会の参加人員を14,500人程度とすることで決着した。質素な大会を目指し、これまで行われてきた行事が取りやめとなっている。

## 概要
| 季    | 期間                      | 開催地                       | 競技数 | 参加者数 |
| ----- | ------------------------- | ---------------------------- | ------ | -------- |
| 冬    | 1976年1月25日 - 1月28日   | 栃木県日光市・今市市         | 1      | 1,804    |
| 冬    | 1976年2月14日 - 2月17日   | 富山県大山町                 | 1      | 1,921    |
| 夏    | 1976年9月19日 - 9月22日   | 佐賀県佐賀市・唐津市・川副町 | 3      | 3,489    |
| 秋    | 1976年10月24日 - 10月29日 | 佐賀県                       | 28     | 15,116   |
| 合 計 | 合 計                     | 合 計                        | 33     | 22,330   |

## 冬季大会

### スケート競技会
第31回国民体育大会冬季大会スケート競技会は、1月25日～1月28日に栃木県日光市、今市市 (現日光市)で開催された。

#### 実施競技・会場一覧
| 競技名   | 競技名         | 会場地 | 会場                                                   |
| -------- | -------------- | ------ | ------------------------------------------------------ |
| スケート | スピード       | 日光市 | 日光スケートセンター                                   |
| スケート | フィギュア     | 日光市 | 日光スケートセンター、古河電工リンク、細尾リンク       |
| スケート | フィギュア     | 今市市 | 今市青少年スポーツセンターリンク                       |
| スケート | アイスホッケー | 日光市 | 古河電工リンク、細尾リンク、田母沢リンク、中禅寺リンク |
| スケート | アイスホッケー | 今市市 | 今市青少年スポーツセンターリンク                       |

### スキー競技会
第31回国民体育大会冬季大会スキー競技会は、2月14日～2月17日に富山県大山町 (現富山市)で開催された。テーマは「立山に美と力と友情と」。

## 夏季大会

### 実施競技
- 水泳
- 漕艇
- ヨット

## 秋季大会

### 実施競技
- 陸上競技
- サッカー
- スキー
- テニス
- ホッケー
- ボクシング
- バレーボール
- 体操
- バスケットボール
- スケート
- レスリング
- ウェイトリフティング
- ハンドボール
- 自転車競技
- ソフトテニス
- 卓球
- 軟式野球
- 相撲
- 馬術
- フェンシング
- 柔道
- ソフトボール
- バドミントン
- 弓道
- ライフル射撃
- 剣道
- ラグビー
- 高校野球（公開競技）

## 総合成績

### 天皇杯
- 1位 - 佐賀県
- 2位 - 東京都
- 3位 - 埼玉県

### 皇后杯
- 1位 - 東京都
- 2位 - 佐賀県
- 3位 - 鹿児島県